# 峨眉郷

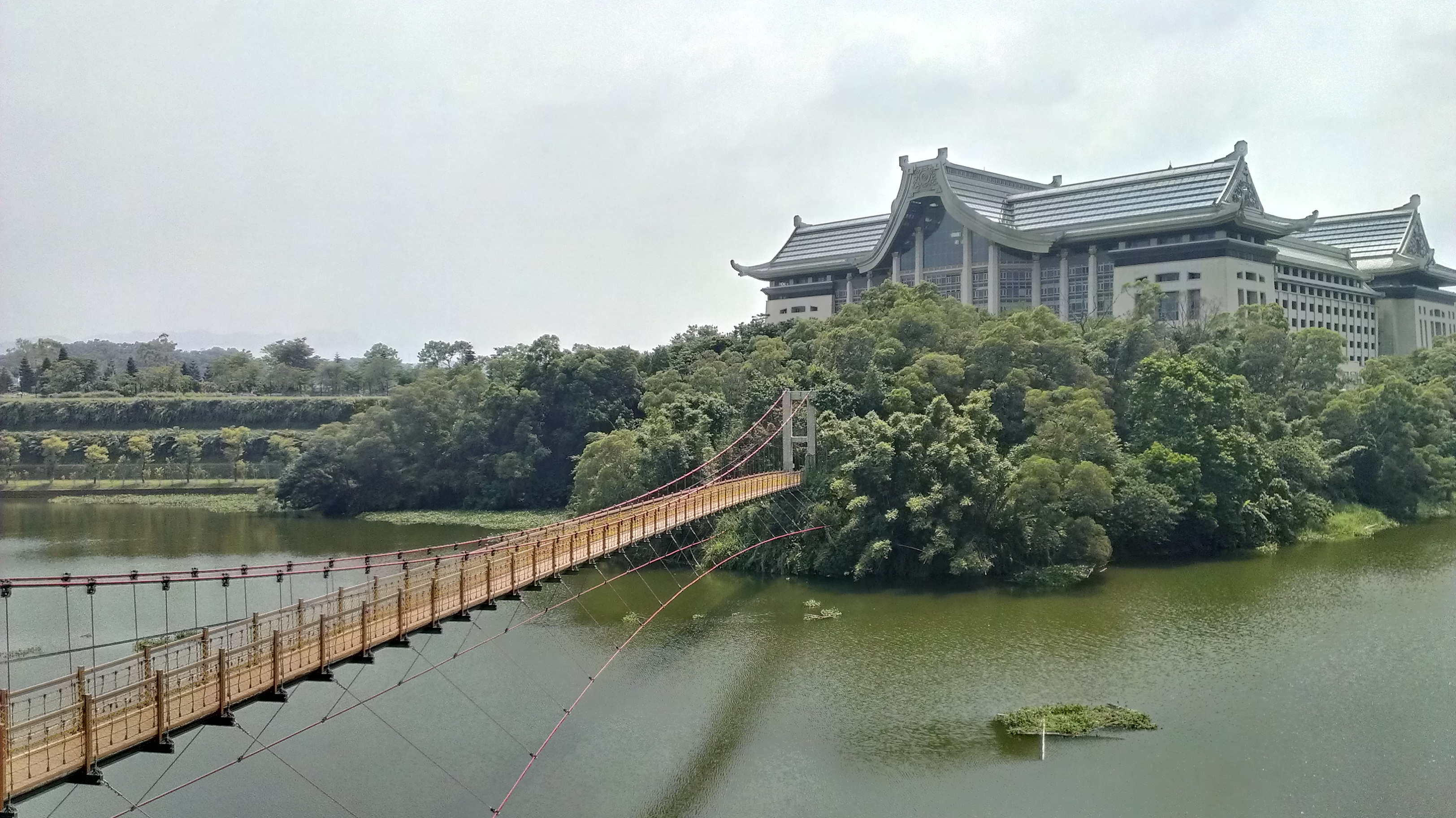
峨眉湖（大埔ダム湖）に架かる細茅埔吊橋。対岸は弥勒大道の総本山・天恩弥勒仏院

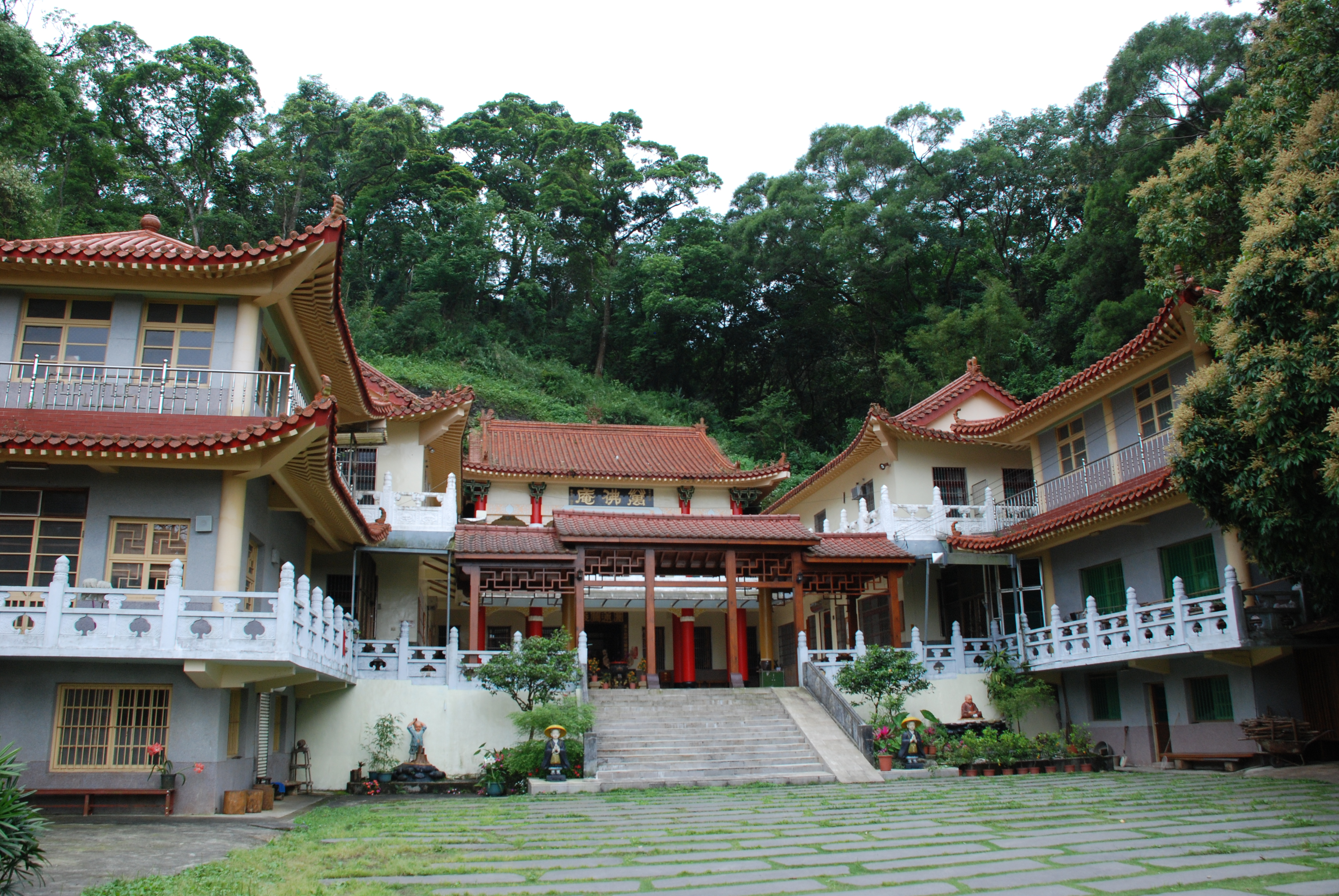
獅頭山風景区・万仏庵

峨眉郷（オーメイ/がび-きょう）は、台湾新竹県の郷。

## 歴史
清代の1834年から1879年にかけて、峨眉郷は「台湾府淡水庁南興庄」に帰属していた。古くから客家人がこの地に入植しており、1834年から1847年にかけての14年間が入植集団である「金広福」がもっとも活発に活動していた時期であり、北埔から峨眉渓沿いに下流方向に開発され、中興、峨眉、石井、沙坑、赤柯坪、富興、水流東、轉溝水等に集落が形成された。これ以外に富興地区の曽家による開発も同時期に進行し、この時期に峨眉郷の主要な地区の開発がおこなわれていた。続く1848年から1880年にかけての時期は開発の低迷期であるが、その時期でも峨眉渓の支流を佐奈のぼり寮坑、陰影、石硬仔、茅坪などの集落が開発された。
1874年、牡丹社事件により海防の重要性を認識した清朝は沈葆楨を台湾に駐在させ海防の任務に当たらせた。その際沈葆楨は台北府の下に淡水、新竹、宜蘭の3県を設置することを上申している。1875年、清廷はこの上申を受け入れ、1879年より正式に淡新分治を開始し、これにより峨眉郷は「新竹県竹北一堡」に属するようになった。この時期は開発が再度推進され、内山地区では樟脳が栽培されるようになり、またこれまで開発が進んでいなかった藤坪、獅頭山地区も開墾され、ここに峨眉郷の大部分の開発が完成した事になった。1887年、台湾全土で行政区改革は実施され新竹県は新竹、苗栗に分割されることとなり、1889年より正式に新苗分治が開始された。同時に竹北一堡は竹北上、下一堡，竹北上一堡（別名竹塹堡）と改編され、峨眉郷は「台北府新竹県竹塹堡」に帰属した。 　 
下関条約の結果、1895年に日本による統治が開始されると、1898年に行政区改革が実施され、「台北県新竹弁務署北埔分署」に帰属するようになった。その後1904年の行政区整理では北埔街に属していた中興庄、四份仔を月眉庄に帰属させ、月眉街の双坑庄、大崎庄を草山庄に、峨眉が帰属していた新竹州竹東郡峨眉庄を峨眉、中興、石井、富興、赤柯坪、石硬子、藤坪、十二寮、に分割され、この時よりこの地区が「峨眉」と称されるようになった。1920年7月、勅令第218号により地官官制が改正され、9月1日より州制が実施されることとなり、「新竹州竹東郡峨眉庄」となった。
戦後後は中華民国政府により台湾の行政区の大幅な改編が行われ、峨眉地区は「新竹県竹東区峨眉郷」と改められ、峨眉村、中盛村、石井村、石子村、水流村、赤柯村、富興村、復興、藤井村の9村が設けられた。1950年10月、政府は大幅な行政区整理案を発表し「新竹県峨眉郷」が誕生した。その後1978年に村人口は200戸を下回ってはならないとの規定が出され、石子、藤坪村は合併し七星村に、赤柯、復興村は湖光村に、水流、富興村は富興村になり現在に至っている。

## 行政区
| 村                                             |
| ---------------------------------------------- |
| 峨眉村、石井村、湖光村、中盛村、富興村、七星村 |

## 歴代郷長
| 代 | 氏名 | 任期 |
| -- | ---- | ---- |

## 教育
| 区分 | 数 | 名称 |
| ---- | -- | ---- |
| 大学 | 0  | -    |
| 高中 | 0  | -    |
| 高職 | 0  | -    |
| 国中 | -  | -    |
| 国小 | -  | -    |

## 交通
| 種別 | 路線名称 | その他 |
| ---- | -------- | ------ |
| 省道 | 台3線    |        |

## 観光

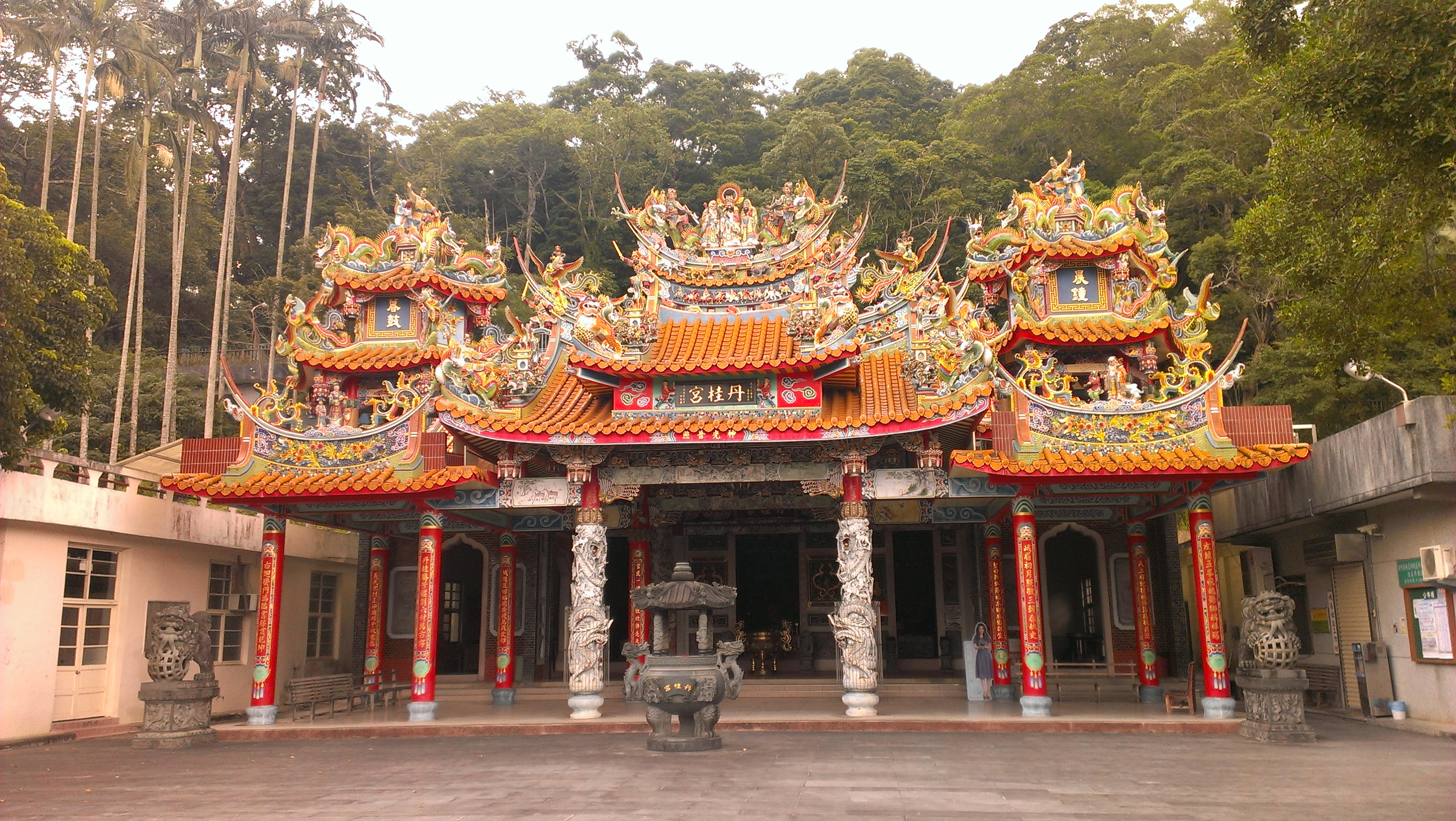
丹桂宮

- 峨眉湖（中国語版）（大埔ダム）
- 獅頭山
- 丹桂宮
- 曾家老宅